# Ələsgərli (Tərtər)
Ələsgərli è un comune dell'Azerbaigian situato nel distretto di Tərtər. Conta una popolazione di 1.105 abitanti.